# Selectieve weglating
Selectieve weglating of selectieve omissie is het bewust of onbewust weglaten van bepaalde aspecten in een verhaal, waarmee het collectieve geheugen wordt beïnvloed. In de bewuste en opzettelijke vorm spreek je van strategisch geheugenverlies, in de onbewuste vorm is het een vorm van bevooroordeeld denken. Zo ontstaat er een geheugenbias of bevooroordeeld geheugen.
Het begrip wordt meestal toegeschreven aan na-oorlogse documentatie waarbij de overwinnaar de kans krijgt om positieve geschiedenissen te schrijven over de eigen deelname, en de vrijheid neemt om de ander als kwaadaardig te omschrijven, waarmee het eigen handelen nogmaals wordt gerechtvaardigd.
Ook de veranderende moraal zorgt ervoor dat oude gebruiken die eerst normaal gevonden werden maar later via de ethiek en de tijdsgeest worden veroordeeld in nieuwe vertellingen soms wordt afgezwakt door bepaalde zaken weg te laten.